# イソスポーラ
イソスポーラはアピコンプレックス門に属する寄生性原生生物。コクシジウム類の1つで、分類学上はイソスポーラ属(Isospora)とする。

## 形態
成熟オーシスト内にはスポロシスト2つが生じ、その内部に4つのスポロゾイトとスチーダ小体が生じる。

## 分類
コクシジウム類の分類は伝統的にオーシストの形態に依存しており、スポロシスト2つの中にそれぞれ4つのスポロゾイトが生じるものはイソスポーラ属とされてきた。しかし、哺乳動物から見出されるイソスポーラは肉胞子虫のように組織中にシストを作ることから、1977年にシストイソスポーラ属に区別することが提唱された。この提案は長らく顧みられなかったが、分子系統解析とそれまでの知見が一致することから受け入れられるようになった。
- Isospora anseris
- Isospora bigemina
- Isospora bronchocelae
- Isospora heydorni
- Isospora mandari
- Isospora mejiro
- Isospora peromysci
- Isospora rara
- Isospora thibetana

ほか多数